# Xinlong
För andra betydelser, se Xinlong (olika betydelser).
Xinlong, även kallat Nyagrong på tibetanska, är ett härad i den tibetanska autonoma prefekturen Garzê i Sichuan-provinsen i sydvästra Kina.
1. ↑  http://www.geohive.com/cntry/CN-51_ext.aspx